# Liste der Botschafter der Vereinigten Staaten in Armenien

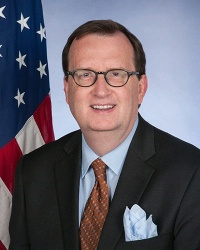
Richard M. Mills, derzeitiger US-Botschafter in Armenien

Die Liste der Botschafter der Vereinigten Staaten in Armenien bietet einen Überblick über die Leiter der US-amerikanischen diplomatischen Vertretung in Armenien seit 1993. Die ehemalige sowjetische Unionsrepublik hatte sich am 23. August 1991 für unabhängig erklärt; die Vereinigten Staaten erkannten den neuen Staat am 26. Dezember desselben Jahres an. Am 3. Februar 1992 wurde dann die US-Botschaft in Jerewan eröffnet, die zunächst unter der Leitung von Geschäftsträger Steven Mann stand. Mit Harry J. Gilmore nahm der erste offizielle Botschafter im Mai 1993 seinen Dienst auf.
| Amtszeit  | Name                 | ernannt von    |
| --------- | -------------------- | -------------- |
| 1993–1995 | Harry J. Gilmore     | Bill Clinton   |
| 1995–1998 | Peter Tomsen         | Bill Clinton   |
| 1998–2001 | Michael Craig Lemmon | Bill Clinton   |
| 2001–2004 | John Ordway          | George W. Bush |
| 2004–2006 | John Marshall Evans  | George W. Bush |
| 2008–2011 | Marie L. Yovanovitch | George W. Bush |
| 2011–2014 | John A. Heffern      | Barack Obama   |
| 2014–2018 | Richard M. Mills     | Barack Obama   |
| 2018–2019 | Rafik Mansour        | Donald Trump   |
| 2018–2019 | Lynne M. Tracy       | Donald Trump   |